# Lee Min-jung
Lee Min-jung (hangŭl: 이민정; Seul, 16 febbraio 1982) è un'attrice sudcoreana.

## Carriera
Lee Min-jung debutta a 25 anni, dopo essersi laureata in teatro all'Università di Sungkyunkwan. Inizia a diventare un nome noto dopo le sue apparizioni nella serie di successo del 2009 Kkotboda namja e nel film del 2010 Cyrano yeon-aejojakdan, che le vale cinque premi come miglior attrice, facendola entrare tra le celebrità sudcoreane. Nel corso della sua carriera, oltre ad apparire in televisione e al cinema, si è dedicata anche al teatro (apparendo, tra gli altri, nella versione sudcoreana de Il gioco dell'amore e del caso nel 2007) e ha prestato la propria voce per delle colonne sonore: tra queste ricordiamo tre brani per il suo film Wonderful Radio e un duetto con Park Shin-hye per Cyrano yeon-aejojakdan.

## Vita privata
Il suo nonno materno era il rinomato pittore Park No-soo, importante figura dell'arte coreana che ha guidato la prima generazione di pittori di sumi-e moderno emersi dopo la liberazione del paese dal dominio giapponese. Park è morto il 25 febbraio 2013 all'età di 86 anni.
Lee ha sposato l'attore Lee Byung-hun il 10 agosto 2013 al Grand Hyatt Seoul. La coppia si era frequentata brevemente nel 2006 ed era tornata insieme nel 2012. Il 31 marzo 2015 è nato il loro primo figlio, Joon-hoo. Il 21 dicembre 2023 nasce la seconda figlia della coppia.

## Filmografia

### Cinema
- Gwicheondo (귀천도), regia di Lee Kyoung-young (2006)
- Yeogogoedam 3: Yeo-ugyedan (여고괴담 3: 여우계단), regia di Yun Jae-yeon (2003)
- Aneun yeoja (아는 여자), regia di Jang Jin (2004)
- Mongjeonggi 2 (몽정기 2), regia di Jeong Cho-shin (2005)
- Mudori (무도리), regia di Lee Hyeong-seon (2006)
- Podonamureul be-eora (포도나무를 베어라), regia di Min Byung-hun (2006)
- Penthouse kokkiri (펜트하우스 코끼리), regia di S.K. Jhung (2009)
- Baek-yahaeng: Ha-yan eodum sog-eul geotda (백야행: 하얀 어둠 속을 걷다), regia di Park Shin-woo (2009)
- Cyrano yeon-aejojakdan (시라노; 연애조작단), regia di Kim Hyun-seok (2010)
- Wonderful Radio (원더풀 라디오), regia di Kwon Chil-in (2012)

### Televisione
- Sarang gonggam (사랑공감) – serie TV, (2005)
- Iss-eulttae jalhae (있을때 잘해) – serie TV, (2006)
- Kkakdugi (깍두기) – serie TV, (2007)
- Nuguse-yo? (누구세요?) – serie TV, (2008)
- Kkotboda namja (꽃보다 남자) – serie TV, (2009)
- Gudae, us-eo-yo (그대, 웃어요) – serie TV, (2009)
- Midas (마이더스) – serie TV, (2011)
- Big (빅) – serie TV, (2012)
- Nae yeon-ae-ui modeungeot (내 연애의 모든것) – serie TV, (2013)
- Angkeumhan dolsingnyeo (앙큼한 돌싱녀) – serie TV, (2014)
- Dor-a-wa-yo ajeossi (돌아와요 아저씨?) – serie TV, (2016)
- Unmyeonggwa bunno (운명과 분노?) – serie TV, (2018)

## Videografia
Lee Min-jung è apparsa nei seguenti video musicali:
- 2005 – "널 지켜줄게" di Player
- 2006 – "Like a Man" dei Fly to the Sky
- 2008 – "Violin + Miss You" di Zia
- 2008 – "Doll + A Man's Love" di Zia
- 2009 – "Girls Like Bad Boys" dei December
- 2009 – "I Don't Care" delle 2NE1

## Riconoscimenti
| Anno | Premio                                    | Categoria                                             | Ricevente                                 | Risultato       |
| ---- | ----------------------------------------- | ----------------------------------------------------- | ----------------------------------------- | --------------- |
| 2009 | SBS Drama Awards                          | New Star Award                                        | Gudae, us-eo-yo                           | Vincitore/trice |
| 2010 | Baeksang Arts Awards                      | Best New Actress (TV)                                 | Gudae, us-eo-yo                           | Candidato/a     |
| 2010 | Korean Association of Film Critics Awards | Best New Actress                                      | Baek-yahaeng: Ha-yan eodum sog-eul geotda | Vincitore/trice |
| 2010 | Grand Bell Awards                         | Best New Actress                                      | Cyrano yeon-aejojakdan                    | Vincitore/trice |
| 2010 | Grand Bell Awards                         | Popularity Award, Actress                             | Cyrano yeon-aejojakdan                    | Vincitore/trice |
| 2010 | Style Icon Awards                         | Style Icon – Movie Actress                            | Cyrano yeon-aejojakdan                    | Vincitore/trice |
| 2010 | Blue Dragon Film Awards                   | Best New Actress                                      | Cyrano yeon-aejojakdan                    | Vincitore/trice |
| 2010 | Korea Jewelry Awards                      | Ruby Award                                            |                                           | Vincitore/trice |
| 2010 | University Film Festival of Korea         | Best New Actress                                      | Cyrano yeon-aejojakdan                    | Vincitore/trice |
| 2010 | Korea Lifestyle Awards                    | Best Dressed Woman of the Year                        |                                           | Vincitore/trice |
| 2010 | Director's Cut Awards                     | Best New Actress                                      | Cyrano yeon-aejojakdan                    | Vincitore/trice |
| 2011 | Baeksang Arts Awards                      | Best New Actress                                      | Cyrano yeon-aejojakdan                    | Candidato/a     |
| 2011 | Baeksang Arts Awards                      | InStyle Fashionista Award                             |                                           | Vincitore/trice |
| 2011 | SBS Drama Awards                          | Excellence Award, Actress in a Special Planning Drama | Midas                                     | Candidato/a     |
| 2012 | KBS Drama Awards                          | Excellence Award, Actress in a Miniseries             | Big                                       | Candidato/a     |
| 2013 | Seoul International Drama Awards          | Outstanding Korean Actress                            | Big                                       | Candidato/a     |
| 2014 | MBC Drama Awards                          | Top Excellence Award, Actress in a Miniseries         | Angkeumhan dolsingnyeo                    | Candidato/a     |